# Andover (New Jersey)
|  | Dieser Artikel wurde aufgrund von inhaltlichen Mängeln auf der Qualitätssicherungsseite des Projektes USA eingetragen. Hilf mit, die Qualität dieses Artikels auf ein akzeptables Niveau zu bringen, und beteilige dich an der Diskussion! Eine nähere Beschreibung der zu behebenden Mängel fehlt. |

Andover ist eine Gemeinde im Sussex County des Bundesstaats New Jersey in den USA. Das U.S. Census Bureau ermittelte bei der Volkszählung 2020 eine Einwohnerzahl von 595.

## Geographie
Dem United States Census Bureau nach hat die Gemeinde eine Gesamtfläche von 1,5 km², davon 0,68 % Wasserfläche.

## Persönlichkeiten
- Kenneth Burke (1897–1993), Schriftsteller, Literatur- und Kommunikationstheoretiker, verstorben in Andover